# Geodia harpago
Espèce
Geodia harpago est une espèce d'éponges de la famille des Geodiidae présente dans l'océan Pacifique sud au large de la Nouvelle-Zélande.

## Taxonomie
L'espèce est décrite en 2015 par les spongiologues Carina Sim-Smith (d) et Michelle Kelly (d),.

### Étymologie
Son épithète spécifique qui vient du latin harpago, « harpon » ou « grappin », lui-même issu du grec ancien ἁρπάζω, lui a été donnée en référence à la forme caractéristique de ses anatriaenes.

### Publication originale
- (en) Carina Sim-Smith et Michelle Kelly, « The Marine Fauna of New Zealand: Sponges in the family Geodiidae (Demospongiae; Astrophorina) », NIWA Biodiversity Memoir, vol. 128,‎ 2015, p. 1-102 (ISSN 1174-0043, e-ISSN 2463-638X, lire en ligne, consulté le 4 mai 2025).

## Description
Geodia harpago est une éponge de forme sphérique. Son holotype a des dimensions de 90 mm × 100 mm × 60 mm.

## Répartition
L'espèce est distribuée dans les fonds marins au sud et à l'est de la Nouvelle-Zélande, à une profondeur allant de 287 à 1 088 m. L'holotype provient du plateau de Campbell.